# Gran Premi d'Indianapolis 500 del 1954
Resultats del Gran Premi d'Indianapolis 500 disputat al circuit d'Indianapolis el 31 de maig del 1954 i puntuable pel campionat de Fórmula 1 de la temporada 1954.

## Resultats
| Pos | G. sort. | No | Pilot                        | Equip                      | Voltes | Temps/ Retirada       | Punts |
| --- | -------- | -- | ---------------------------- | -------------------------- | ------ | --------------------- | ----- |
| 1   | 19       | 14 | Bill Vukovich                | Kurtis Kraft - Offenhauser | 200    | 3h 49' 17. 27         | 8     |
| 2   | 3        | 9  | Jimmy Bryan                  | Kuzma - Offenhauser        | 200    | + 1' 09.95 min.       | 6     |
| 3   | 1        | 2  | Jack McGrath                 | Kurtis Kraft - Offenhauser | 200    | + 1' 19.73 min.       | 5     |
| 4   | 11       | 34 | Troy Ruttman · Duane Carter  | Kurtis Kraft - Offenhauser | 200    | + 2' 52.68 min.       | 1.5   |
| 5   | 14       | 73 | Mike Nazaruk                 | Kurtis Kraft - Offenhauser | 200    | + 3' 24.55 min.       | 2     |
| 6   | 24       | 77 | Fred Agabashian              | Kurtis Kraft - Offenhauser | 200    | + 3' 47.55 min.       |       |
| 7   | 6        | 7  | Don Freeland                 | Phillips - Offenhauser     | 200    | + 4' 13.35 min.       |       |
| 8   | 32       | 5  | Paul Russo                   | Kurtis Kraft - Offenhauser | 200    | + 5' 01.17 min.       |       |
| 9   | 25       | 28 | Larry Crockett               | Kurtis Kraft - Offenhauser | 200    | + 7' 07.24 min.       |       |
| 10  | 13       | 24 | Cal Niday                    | Stevens - Offenhauser      | 200    | + 7' 07.69 min.       |       |
| 11  | 27       | 45 | Art Cross                    | Kurtis Kraft - Offenhauser | 200    | + 8' 22.19 min.       |       |
| 12  | 5        | 98 | Chuck Stevenson              | Kuzma - Offenhauser        | 199    | + 1 Volta             |       |
| 13  | 22       | 88 | Manny Ayulo                  | Kuzma - Offenhauser        | 197    | + 3 Voltes            |       |
| 14  | 9        | 17 | Bob Sweikert                 | Kurtis Kraft - Offenhauser | 197    | + 3 Voltes            |       |
| 15  | 8        | 16 | Duane Carter · Jimmy Jackson | Kurtis Kraft - Offenhauser | 196    | + 4 Voltes            |       |
| 16  | 20       | 32 | Ernie McCoy                  | Kurtis Kraft - Offenhauser | 194    | + 6 Voltes            |       |
| 17  | 7        | 25 | Jimmy Reece                  | Pankratz - Offenhauser     | 194    | + 6 Voltes            |       |
| 18  | 31       | 27 | Ed Elisian                   | Stevens - Offenhauser      | 193    | + 7 Voltes            |       |
| 19  | 33       | 71 | Frank Armi                   | Kurtis Kraft - Offenhauser | 193    | + 7 Voltes            |       |
| 20  | 10       | 1  | Sam Hanks                    | Kurtis Kraft - Offenhauser | 191    | Virolla               |       |
| 21  | 12       | 35 | Pat O'Connor                 | Kurtis Kraft - Offenhauser | 181    | Virolla               |       |
| 22  | 16       | 12 | Rodger Ward                  | Pawl - Offenhauser         | 172    | Retirat               |       |
| 23  | 17       | 31 | Gene Hartley                 | Kurtis Kraft - Offenhauser | 168    | Embragatge            |       |
| 24  | 4        | 43 | Johnny Thomson               | Nichels - Offenhauser      | 165    | Retirat               |       |
| 25  | 23       | 74 | Andy Linden                  | Schroeder - Offenhauser    | 165    | Suspensions           |       |
| 26  | 30       | 99 | Jerry Hoyt                   | Kurtis Kraft - Offenhauser | 130    | Motor                 |       |
| 27  | 2        | 19 | Jimmy Daywalt                | Kurtis Kraft - Offenhauser | 111    | Accident              |       |
| 28  | 28       | 38 | Jim Rathmann · Pat Flaherty  | Kurtis Kraft - Offenhauser | 110    | Accident              |       |
| 29  | 21       | 10 | Tony Bettenhausen            | Kurtis Kraft - Offenhauser | 105    | Pressió de rodes      |       |
| 30  | 29       | 65 | Spider Webb                  | Bromme - Offenhauser       | 104    | Bomba del combustible |       |
| 31  | 26       | 33 | Len Duncan                   | Schroeder - Offenhauser    | 101    | Frens                 |       |
| 32  | 15       | 15 | Johnnie Parsons              | Kurtis Kraft - Offenhauser | 79     | Motor                 |       |
| 33  | 18       | 51 | Bill Homeier                 | Kurtis Kraft - Offenhauser | 74     | Accident              |       |

## Altres
- Pole: Jack McGrath 4' 15. 26 (4 Voltes)

- Volta ràpida: Jack McGrath 1' 04. 04 (a la volta 29)

- Cotxes compartits:
  - Cotxe nº34: Troy Ruttman (130 Voltes) i Duane Carter (70 Voltes). Van compartir els punts corresponents a la 4 posició.
  - Cotxe nº5: Paul Russo (150 V.) i Jerry Hoyt (50 V.)
  - Cotxe nº45: Art Cross (120 V.), Jimmy Davies (30 V.), Johnnie Parsons (22 V.), Andy Linden (17 V.) i Sam Hanks (11 V.)
  - Cotxe nº16: Duane Carter (76 V.), Jimmy Jackson (57 V.), Tony Bettenhausen (34 V.) i Marshall Teague (29 V.)
  - Cotxe nº27: Ed Elisian (148 V.) i Bob Scott (45 V.)
  - Cotxe nº71: Frank Armi (179 V.) i George Fonder (14 V.)
  - Cotxe nº1: Sam Hanks (112 V.), Jimmy Davies (36 V.) i Jim Rathmann (43 V.)
  - Cotxe nº12: Rodger Ward (105 V.) i Eddie Johnson (67 V.)
  - Cotxe nº31: Gene Hartley (151 V.) i Marshall Teague (17 V.)
  - Cotxe nº74: Andy Linden (113 V.) i Bob Scott (52 V.)
  - Cotxe nº43: Johnny Thomson (113 V.), Andy Linden (27 V.) i Bill Homeier (25 V.)
  - Cotxe nº38: Jim Rathmann (95 V.) i Pat Flaherty (15 V.)
  - Cotxe nº65: Spider Webb (54 V.) i Danny Kladis (50 V.)
  - Cotxe nº33: Len Duncan (43 V.) i George Fonder (58 V.)